# Nayagarh
Nayagarh è una città dell'India di 14.311 abitanti, capoluogo del distretto di Nayagarh, nello stato federato dell'Orissa. In base al numero di abitanti la città rientra nella classe IV (da 10.000 a 19.999 persone).

## Geografia fisica
La città è situata a 21° 49' 60 N e 85° 25' 60 E e ha un'altitudine di 512 m s.l.m..

## Società

### Evoluzione demografica
Al censimento del 2001 la popolazione di Nayagarh assommava a 14.311 persone, delle quali 7.725 maschi e 6.586 femmine. I bambini di età inferiore o uguale ai sei anni assommavano a 1.349, dei quali 727 maschi e 622 femmine. Infine, coloro che erano in grado di saper almeno leggere e scrivere erano 12.038, dei quali 6.696 maschi e 5.342 femmine.